# Luxemburgeffekt
Als Luxemburgeffekt bezeichnet man in der Funktechnik eine Art ionosphärische Kreuzmodulation zwischen (mindestens) zwei Sendern, insbesondere im Bereich der Lang- und Mittelwelle. Der Luxemburgeffekt macht sich dadurch bemerkbar, dass das Rundfunkprogramm eines Lang- oder Mittelwellensenders schwach im Hintergrund des anderen zu hören ist.
Der Luxemburgeffekt erhielt seinen Namen durch den Umstand, dass nach der Inbetriebnahme des starken Langwellensenders von Radio Luxemburg in den 1930er Jahren beim Empfang des Schweizer Mittelwellensenders Beromünster manchmal das Programm von Radio Luxemburg im Hintergrund zu hören war, obwohl beide Sender völlig verschiedene Frequenzen – sogar unterschiedliche Bänder – benutzten. Der Effekt wurde 1933 von Bernard Tellegen sowie 1934 von den australischen Forschern Victor Albert Bailey und David Forbes Martyn beschrieben.
Letztere stellten fest, dass das wechselnde elektrische Feld, das der Sender in der Ionosphäre erzeugt, dort die Geschwindigkeit der Elektronen, somit die Häufigkeit ihrer Zusammenstöße mit Molekülen und letztlich die Absorptionsfähigkeit an dieser Stelle schwanken lässt.
Van der Pol wertete 1.823 Beobachtungen an Funkverbindungen während der Aussendung von Morsesignalen aus, die der Luxemburger Sender im Jahr 1935 speziell zu diesem Zweck vornahm. Demnach liegt der Effekt des langwelligen Signals auf Lang- und auf Mittelwellensignale in der gleichen Größenordnung. Mit steigendem Abstand des „störenden“ Senders vom Mittelpunkt der Strecke der beobachteten Verbindung nimmt er monoton ab, bis er bei mehr als 600 km praktisch vernachlässigbar ist. Die Ergebnisse zeigten, dass der Effekt auf der nichtlinearen Leitfähigkeit der Ionosphäre beruht.
Der Luxemburgeffekt spielt auch bei manchen mit HAARP durchgeführten Experimenten eine Rolle.